# Carl von Treskow (Politiker)
Carl von Treskow (* 27. August 1819 in Friedrichsfelde; † 22. Juni 1882 ebenda) war Gutsherr und Mitglied des Reichstages.

## Leben
Carl von Treskow entstammte dem Adelsgeschlecht Treskow. Er war Sohn von Johann Carl Sigismund von Treskow und in dessen Nachfolge Gutsherr auf Friedrichsfelde und Karlshorst. Außerdem war er Mitherr auf Strzelce bei Kutno (Gmina Strzelce) und Parade-Leutnant der Landwehr-Kavallerie. Seine Laufbahn begann er, wie seine Brüder, als Zögling auf der Ritterakademie am Dom zu Brandenburg, war Sekondeleutnant im Eliteregiment des Gardes du Corps, Deputierter des Kreises Niederbarnim und Ehrenritter des Johanniterordens.

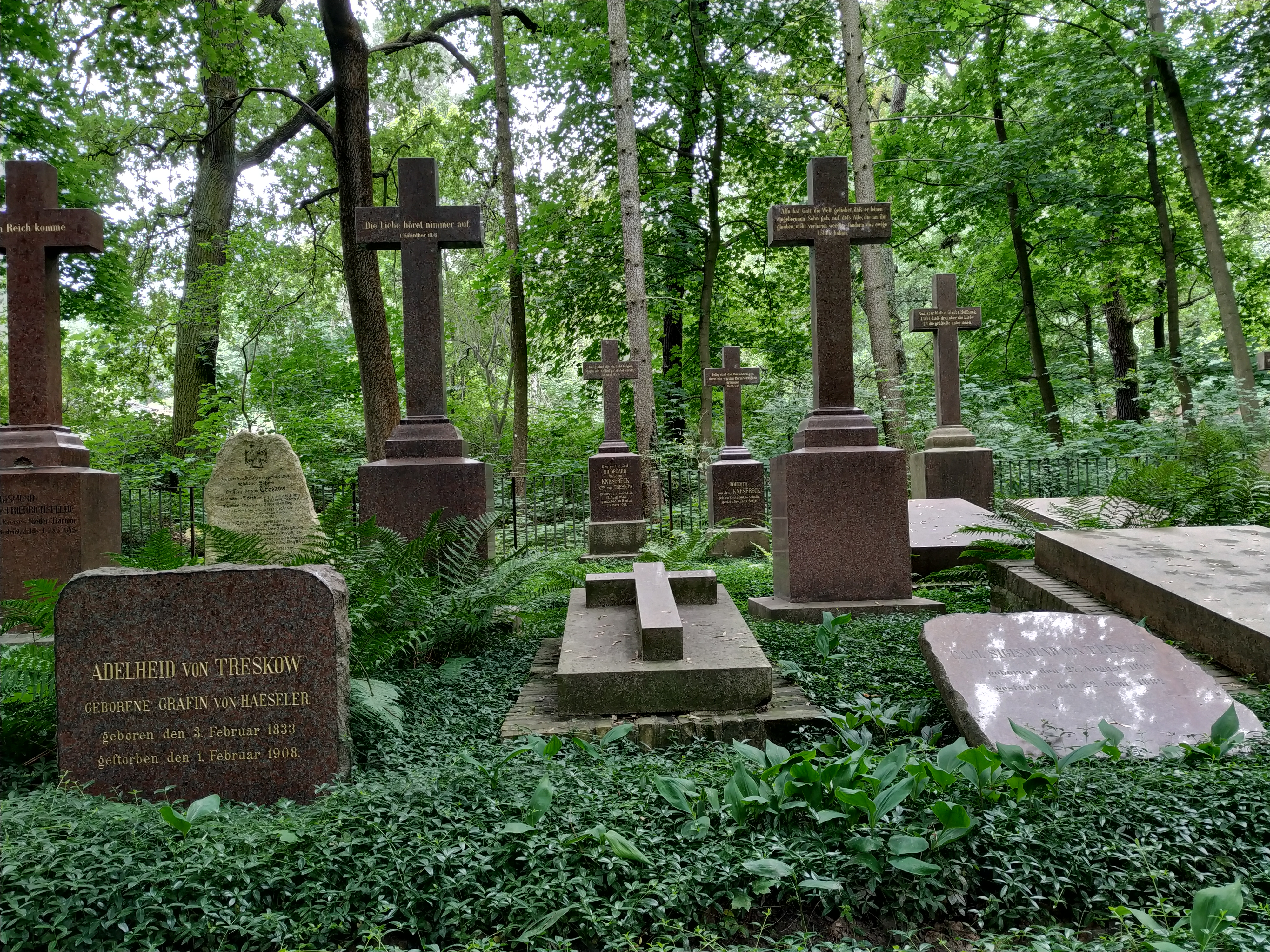
Die Gräber von Carl von Treskow (rechts) und seiner Frau Adelheid, geborene Gräfin von Haeseler (links), auf dem Familienfriedhof derer von Treskow-Friedrichsfelde

Von Treskow war 1867 Mitglied des Konstituierenden Deutschen Reichstags, von 1867 bis 1870 Mitglied des Norddeutschen Reichstags, 1868 bis 1870 Mitglied des Zollparlaments und 1871 bis 1874 Mitglied des Deutschen Reichstags. Treskow vertrat in seiner Zeit als Abgeordneter die Interessen seines Wahlkreises Potsdam 6 (Landkreis Niederbarnim) von 1871 bis 1874 im Deutschen Reichstag für die Konservative Partei. Schwerpunkte seiner parlamentarischen Tätigkeit waren die Stärkung der Monarchie und die Bekämpfung der Sozialdemokratie.
Carl von Treskow war Mitglied im Bund der Freimaurer. 1854 heiratete er Adelheid Gräfin von Haeseler (1833–1908). Sein Sohn Sigismund von Treskow folgte ihm als letzter Gutsherr auf Friedrichsfelde. Helene von Hülsen war seine Schwägerin.